# Liwa (Abu Dhabi)
Liwa (àrab: ليوا, Līwā) és un oasi amb diverses localitats a la part sud central de l'emirat d'Abu Dhabi (Emirats Àrabs Units), a uns 100 km de la costa. És la porta d'entrada al desert de Rub al-Khali.
Antigament la regió de l'oasi s'anomenava al-Jiwà (àrab: الجواء, al-Jiwāʾ). Atesa la pronunciació local de la jim inicial com a iod, és probable que això expliqui el pas d'al-Jiwà a al-Yiwà* i d'aquí a l'actual Liwa.
Hi viuen beduïns i el seu major cultiu són els dàtils. A part dels dàtils hi ha un incipient turisme.
La zona d'oasi abraça uns 100 km d'est a oest amb uns 40 pobles i poblets, el principal dels quals és Muzayri. La zona està creuada per una moderna autovia que va fins a la ciutat d'Abu Dhabi. No hi ha informació sobre la seva població.
La zona està propera a la frontera indeterminada amb Aràbia Saudita; Mahdar Bin Usayyan és el poble més al sud de l'oasi, de l'emirat d'Abu Dhabi i dels Emirats Àrabs Units. L'oasi no té comunicació amb els llogarets a l'altre costat de la frontera.
L'oasi fou la residència dels Banu Yas probablement ja al segle xvi; al segle xviii es van traslladar a la costa per dedicar-se a la pesca de perles però com a feina estacional doncs als hiverns tornaven a l'oasi. El clan dirigent dels Banu Yas establerts a la costa, els Al Bu Falah, tenia com a família dirigent als Al Nahayan i el seu xeic es va establir a la ciutat d'Abu Dhabi vers el 1795. Una altra família, els Al Maktum, es va establir a Dubai vers el 1825.
Quan va arribar l'època del petroli (després de 1962) els xeics no van oblidar aquesta zona encara que es va afavorir més l'oasi de Buraimi on Zayed bin Sultan Al Nahayan (xeic després del 1968) havia nascut; però progressivament també els beneficis de la indústria van arribar a aquest lloc amb la construcció de l'autovia i la creació de tota mena de serveis com ara hospitals i escoles, especialment després de la independència el 2 de desembre 1971.

## Viles de l'oasi
La Geographic Names Database (USGS) dona 39 llocs poblats a la zona de l'oasi, que són llistats d'oest a est a la següent taula, amb els principals llocs en negreta.
| Viles                   | Coordenades                                          |
| ----------------------- | ---------------------------------------------------- |
| Aradah                  | 22° 59′ 00″ N, 53° 26′ 00″ E / 22.98333°N,53.43333°E |
| Milqatah                | 23° 04′ 00″ N, 53° 32′ 00″ E / 23.06667°N,53.53333°E |
| Al-Idd                  | 23° 04′ 48″ N, 53° 33′ 02″ E / 23.08000°N,53.55056°E |
| Al Mariyah al Gharbiyah | 23° 06′ 12″ N, 53° 34′ 48″ E / 23.10333°N,53.58000°E |
| Humar                   | 23° 05′ 04″ N, 53° 35′ 03″ E / 23.08444°N,53.58417°E |
| Khannur                 | 23° 06′ 14″ N, 53° 36′ 05″ E / 23.10389°N,53.60139°E |
| Hamarur                 | 23° 06′ 00″ N, 53° 36′ 31″ E / 23.10000°N,53.60861°E |
| Taraq                   | 23° 06′ 50″ N, 53° 36′ 41″ E / 23.11389°N,53.61139°E |
| Mujib                   | 23° 07′ 00″ N, 53° 41′ 00″ E / 23.11667°N,53.68333°E |
| Kayyah                  | 23° 09′ 30″ N, 53° 41′ 05″ E / 23.15833°N,53.68472°E |
| Zuwayhir                | 23° 08′ 22″ N, 53° 41′ 36″ E / 23.13944°N,53.69333°E |
| Wafd                    | 23° 06′ 20″ N, 53° 42′ 50″ E / 23.10556°N,53.71389°E |
| Umm al-Qurayn           | 23° 06′ 00″ N, 53° 43′ 00″ E / 23.10000°N,53.71667°E |
| Qutuf                   | 23° 06′ 36″ N, 53° 43′ 29″ E / 23.11000°N,53.72472°E |
| Al-Atir                 | 23° 09′ 50″ N, 53° 44′ 07″ E / 23.16389°N,53.73528°E |
| Al-Mariyah              | 23° 08′ 30″ N, 53° 44′ 30″ E / 23.14167°N,53.74167°E |
| Zafir                   | 23° 07′ 50″ N, 53° 45′ 37″ E / 23.13056°N,53.76028°E |
| Jayf                    | 23° 09′ 44″ N, 53° 46′ 28″ E / 23.16222°N,53.77444°E |
| Muzayri                 | 23° 08′ 19″ N, 53° 47′ 14″ E / 23.13861°N,53.78722°E |
| Nafir                   | 23° 06′ 00″ N, 53° 48′ 00″ E / 23.10000°N,53.80000°E |
| Huwaylah                | 23° 09′ 19″ N, 53° 49′ 26″ E / 23.15528°N,53.82389°E |
| Qurmidah                | 23° 07′ 08″ N, 53° 49′ 42″ E / 23.11889°N,53.82833°E |
| Hafif                   | 23° 08′ 52″ N, 53° 50′ 29″ E / 23.14778°N,53.84139°E |
| Attab                   | 23° 09′ 14″ N, 53° 52′ 46″ E / 23.15389°N,53.87944°E |
| Shah                    | 23° 08′ 33″ N, 53° 54′ 51″ E / 23.14250°N,53.91417°E |
| Huwaytayn               | 23° 06′ 51″ N, 53° 55′ 52″ E / 23.11417°N,53.93111°E |
| Sabkhah                 | 23° 07′ 50″ N, 53° 59′ 11″ E / 23.13056°N,53.98639°E |
| Al Hadhi                | 23° 06′ 57″ N, 53° 59′ 48″ E / 23.11583°N,53.99667°E |
| Tharwaniyah             | 23° 05′ 00″ N, 54° 01′ 00″ E / 23.08333°N,54.01667°E |
| Al Mashrub              | 23° 04′ 00″ N, 54° 01′ 00″ E / 23.06667°N,54.01667°E |
| An-Nashshash            | 23° 05′ 00″ N, 54° 02′ 00″ E / 23.08333°N,54.03333°E |
| Dahin                   | 23° 04′ 00″ N, 54° 05′ 00″ E / 23.06667°N,54.08333°E |
| Wadhil                  | 23° 03′ 00″ N, 54° 08′ 00″ E / 23.05000°N,54.13333°E |
| Mawsil                  | 23° 01′ 00″ N, 54° 09′ 00″ E / 23.01667°N,54.15000°E |
| Al Khis                 | 23° 00′ 00″ N, 54° 12′ 00″ E / 23.00000°N,54.20000°E |
| Qu`aysah                | 22° 59′ 00″ N, 54° 14′ 00″ E / 22.98333°N,54.23333°E |
| Hamim                   | 22° 58′ 00″ N, 54° 18′ 00″ E / 22.96667°N,54.30000°E |
| Jurayrah                | 22° 57′ 00″ N, 54° 19′ 00″ E / 22.95000°N,54.31667°E |
| Mahdar Bin Usayyan      | 22° 56′ 00″ N, 54° 19′ 00″ E / 22.93333°N,54.31667°E |